# KNAB
KNAB (латыш. Korupcijas novēršanas un apkarošanas birojs — Бюро по предотвращению и борьбе с коррупцией) — учреждение государственного управления Латвийской Республики. Находится в ведении Кабинета министров Латвии, для которого установлены конкретные функции по предотвращению и борьбе с коррупцией. KNAB начало свою деятельность 10 октября 2002 года, когда Сейм Латвии назначил на должность её руководителя Гунтиса Руткиса. Общее число работников KNAB — 145 (на 5 января 2009 года).
Работой Бюро по предотвращению и борьбе с коррупцией руководит начальник KNAB, которого выдвигает на должность сроком на пять лет и освобождает от должности Сейм по решению Кабинета министров.
Адрес: Рига, улица Цитаделес, д. 1.
Результаты работы KNAB в разное время оценивалось по-разному, но в целом создание KNAB сделало борьбу с коррупцией гораздо более системной. В 2018 году KNAB возбудил 38 уголовных дел и передал для уголовного преследования 24 уголовных дела в отношении 70 человек.

## Юридическая база
- Кодекс этики KNAB
- Закон о бюро по предотвращению и борьбе с коррупцией,
- Закон «О предотвращении конфликта интересов в деятельности государственных должностных лиц»

## Начальники
- Гунтис Руткис с 10 октября 2002 года до 30 мая 2003 года
- Алексей Лоскутов с 27 мая 2004 года до 29 июня 2008 года
- Нормунд Вилнитис с 2009 года — июнь 2011
- Ярослав Стрельченок c ноября 2011 года до 2016
- Екабс Страуме с 2017 года